# Frank Linke-Crawford
Frank Linke-Crawford, avstro-ogrski častnik, vojaški pilot in po zmagah četrti letalski as avstro-ogrskega letalstva, * 18. avgust 1893, Krakov, Poljska, † 30. julij 1918, Guia, Italija (KIA).
Nadporočnik Linke-Crawford je v svoji vojaški službi dosegel 27 zračnih zmag.

## Življenjepis
Njegov oče je bil major Adalbert Linke, vojaški major v Galiciji, njegova mati pa Britanka Lucy Crawford. Šolal se je v Meranu na Tirolskem in Hranicah na Moravskem, preden se je 1910 vpisal na vojaško akademijo v Wiener-Neustadtu. Po diplomi je bil kot poročnik dodeljen 6. regimentu dragoncev. Po pričetku 1. svetovne vojne so bili poslani na rusko fronto, kjer je med oktobrom 1914 in oktobrom 1915 kot poveljujoči častnik prejel odlikovanja, prav tako pa bil velikokrat hospitaliziran zaradi malarije in driske. Leta 1915 je zaprosil za premestitev v letalstvo in kot enega od vzrokov navedel tudi svoje šibko zdravje.
Po končanem urjenju je bil marca 1916 premeščen v Flik 22 na opazovalne in bombniške misije. Po šestih mesecih bojnega letenja kot opazovalec je septembra 1916 pričel še urjenje za pilota. Januarja 1917 je bil poslan na soško fronto v Flik 12 kot namestnik poveljnika. Do junija 1917 je imel že dve nepotrjeni zmagi. Postal je znan po svojem pogumu, na enem od dolgih izvidniških poletov v sovražno zaledje ga je italijanski SPAD pol ure rešetal, kljub temu pa je pristal in uspešno zaključil misijo z 68 luknjami v trupu letala. 2. avgusta 1917 je bil sestreljen kot 8. zmaga italijanskega asa Piera Piccia, vendar brez poškodb. Dva dni kasneje, 4. avgusta 1917 je bil premeščen v najbolj elitno letalsko enoto, Flik 41, ki ji je poveljeval vodilni avstro-ogrski letalski as, Godwin Brumowski. S prihodom je ob pristanku na sežanskem letališču poškodoval letalo.
Na poletih je v svojem lovcu Hansa-Brandenburg D.I pričel nositi škrlatno letalsko kapo in bele hlače, zaradi česar je dobil vzdevek "Rdečeglavec". Prvo potrjeno zračno zmago je dosegel 21. avgusta 1917, ko se je sestreljeni italijanski Nieuport zrušil na pobočje Svete gore. V avgustu je dosegel še tri zmage na goriškem bojišču (Gorica, Bate in Škabrijel), preden je eskadrilja prejela nove lovce Albatros D.III in do 13. decembra 1917 jih je v Albatrosu dosegel že 13. Konec decembra je bil imenovan za poveljnika Flik 60J na močvirnatem letališču Grigno, ki je v sestavi sedmih pilotov letela na še nedodelanih lovcih Phönix D.I. proti premoči italijanskih, britanskih in francoskih pilotov v boljših letalih. 11. marca 1918 je dosegel še svojo dvajseto zmago na Phönixu, preden so celo serijo lovcev sredi marca zaradi nezanesljivosti odpoklicali iz boja. Eskadrilja je prejela nove lovce Aviatik (Berg) D.I in bila premeščena na letališče Feltre. Tu se ga je oprijel vzdevek "Sokol iz Felter" (der Falke von Feltre), ko je od 10. do 11. maja v dveh dneh dosegel tri zračne zmage. Svojo zadnjo, sedemindvajseto zmago je dosegel 29. julija 1918, ko je nad mestecem Valstagna sestrelil Bristol F.2b.
Naslednji dan, 30. julija 1918 je umrl, ko je kot poveljnik formacije štirih letal opazil italijanske lovce Hanriot D.I (81a Squadriglia). Sam se je oddaljil od eskadrilje in jih napadel, vendar ga je za letalo prehud manever zavrtel v vrij. Ko se je izvil iz njega, sta ga dva italijanska lovca že rešetala, letalo je razpadlo v zraku in goreče treščilo v tla. Sestrelitev si je kot svojo edino zračno zmago lastil italijanski pilot Aldo Astolfi. Ker je bil Aviatik (Berg) D.I prvo v celoti avstro-ogrsko letalo, so se po njegovi smrti pojavile špekulacije o kvaliteti licenčne izdelave letal v tovarni Lohner, ki so bila znana po odpovedi kril pri visokih hitrostih. Sprva je bil pokopan na mariborskem pokopališču na Pobrežju, po vojni pa so ga leta 1919 dokončno pokopali v Salzburgu.
"Linke je bil dober letalec in dober človek. Svoje može je v celoti podpiral in večinoma ignoriral pravila obnašanja med častniki in ostalimi, ki so mu bila postranskega pomena. Velikokrat je svoje zmage odstopal drugim, manj izkušenim pilotom. Kot si lahko predstavljate, so bili njegovi možje nanj močno navezani." (Julius Arigi v pogovoru z dr. Martinom O'Connorjem, 6. oktobra 1977)

## Odlikovanja
- red železne krone 3. razreda